# Wapen van Denekamp
Het wapen van Denekamp heeft twee versies gekend. De Overijsselse gemeente Denekamp is nooit gefuseerd, met behoud van de naam en wapen, maar in 1978 vroeg de gemeente wel een wapenwijziging aan. Het oude wapen werd op 9 november 1898 aan de gemeente toegekend. Sinds 2001 maakt de gemeente deel uit van de gemeente Dinkelland.

## Blazoenering
De blazoenering van het wapen luidde als volgt:
Gedeeld; I in azuur een kruis van goud, beladen met een verkort en versmald kruis van het veld en vergezeld in elk kwartier van een leeuw van goud; II van goud omgekeerd gemanteld van sinopel.
Het wapen is gedeeld, het eerste is in rijkskleuren en toont een blauw veld met daarop een gouden kruis beladen met een verkort blauw kruis. Tussen de armen van het gouden kruis staan in totaal vier leeuwen. In het tweede deel op een gouden veld een groene mantel, waardoor er alleen een kleine gouden driehoek te zien is.
Bij het eerste wapen is het schild omgeven door het randschrift GEMEENTEBESTUUR VAN DENEKAMP. Dit randschrift is bij het tweede wapen verwijderd.

## Geschiedenis
Denekamp werd in de 8e eeuw voor het eerst genoemd als onderdeel van het kerspel Ootmarsum. Ook Noord Deurningen en Beuningen behoorden tot het kerspel. Later vormden zij samen een eigen kerspel. Gerechtelijk gezien viel Denekamp ook onder Ootmarsum.
Het wapen is gebaseerd op het wapen van de familie Ootmarsum, het kruis met de vier leeuwen. De familie heeft haar wapen ook aan de gelijknamige stad geschonken. De andere helft is afkomstig van het ambtsgebied Colmschate en komt ook voor in het wapen van Diepenveen.

## Overeenkomstige wapens
De volgende wapens komen op historische gronden overeen met het wapen van Denekamp.

Het wapen van Diepenveen
Het wapen van Ootmarsum
Het wapen van Weerselo
Het wapen van Dinkelland
Het wapen van Tubbergen per 1898
Het wapen van Tubbergen per 1971